# Шамсаев, Магомед Доккаевич
Магомед Доккаевич Шамсаев (род. Самашки) — российский боксёр-любитель, выступающий в лёгкой, и в первой полусредней весовых категориях. Член сборной России по боксу, мастер спорта России, бронзовый призёр чемпионатов России 2021 и 2024 годов в любителях.

## Биография
Чеченец. Выступает в весовой категории до 63,5 кг. В мае 2021 года Шамсаев стал чемпионом России среди молодёжи. В июле 2021 года он стал вторым на V летней Спартакиаде молодёжи России.
На чемпионате России 2021 года Шамсаев последовательно победил Данила Логинова, Тагира Мнацаканяна и Кагира Минатуллаева. Он пробился в полуфинал, где проиграл Илье Шакирову.

## Спортивные результаты
- Чемпионат России по боксу 2021 — ;
- Чемпионат России по боксу 2024 — ;
- Кубок России по боксу 2025 — ;